# مانوشو
مانوشو (پرتغالی: Manucho؛ زادهٔ ۷ مارس ۱۹۸۳) بازیکن فوتبال اهل آنگولا است.
از باشگاه‌هایی که در آن بازی کرده‌است می‌توان به باشگاه فوتبال بوکاسپور، باشگاه فوتبال هال سیتی، باشگاه فوتبال پاناتینایکوس، باشگاه فوتبال رئال وایادولید، باشگاه فوتبال مانیسااسپور، باشگاه فوتبال منچستر یونایتد، و باشگاه فوتبال رایو وایکانو اشاره کرد.
وی همچنین در تیم ملی فوتبال آنگولا بازی کرده‌است.